# When You Come Back to Me
When You Come Back to Me – drugi międzynarodowy singel Edyty Górniak, a pierwszy promujący jej drugi studyjny album Edyta Górniak. Teledysk do utwory był nagrywany w Londynie w Greenwich. Wideoklip posiada dwie wersje.

## Lista utworów
CD Promo PL
1. When You Come Back to Me (4:06)
2. Światowa premiera - 7 listopada 1997 - Japonia (1:14)
3. Gdyby nie Chris Neil... (1:03)
4. Przygotowania do premiery i promocji (1:26)
5. "Wyruszam w podróż nieznaną..." (1:07)

CD, Maxi
1. When You Come Back to Me (4:06)
2. I Don't Know What's on Your Mind (4:00)
3. Coming Back to Love (4:08)

CD, Single
1. When You Come Back to Me (4:06)
2. I Don't Know What's on Your Mind (4:00)